# Ібрагімов Магомед Ідрісович
Магомед Ідрісович Ібрагімов (рос. Магомед Идрисович Ибрагимов; нар. 2 червня 1985, селище Іріб, Чародинський район, Дагестанська АРСР, РРФСР, СРСР) — російський та узбецький борець вільного стилю, дворазовий чемпіон Азії, срібний призер Кубку світу, бронзовий призер [[[Азійські ігри|[Азійських ігор]], бронзовий призер Ігор ісламської солідарності, бронзовий призер Олімпійських ігор. Майстер спорту Росії з вільної боротьби.

## Біографія
Магомеду з раннього дитинства подобалися бойові мистецтва, проте, коли батько записав його на вільну боротьбу, він був зовсім не проти. Вільною боротьбою почав займатися з 12 років. У збірній команді Росії з 2009 по 2014 рік, виступав на міжнародних турнірах, але на змаганнях найвищого рівня — світові і європейські першості, Олімпійські ігри не потрапляв. Виступав за фізкультурно-спортивне товариство «Росія» (Махачкала). На Кубку світу 2012 року в Токіо посів за збірну Росії друге місце. Бронзовий призер чемпіонату Росії 2015 року. З 2016 року виступає за збірну Узбекистану. У її складі став бронзовим призером літніх Олімпійських ігор 2016 року в Ріо-де Жанейро. До фіналу змагань не потрапив через поразку від представника Азербайджану Хетага Газюмова, що теж колись був членом російської збірної. У сутичці за бронзову нагороду в напруженій боротьбі здолав українського борця Валерія Андрійцева. За здобуту бронзову нагороду Олімпіади Президент Узбекистану Іслам Карімов підписав розпорядження про преміювання Магомеда Ібрагімова грошовою винагородою у розмірі 75 тис. доларів США.
Має нехарактерну для борця конституцію, він — високий, сухорлявий. Атлетів з такою статурою частіше можна побачити в боксі або східних єдиноборствах.
Вболівальники, буває, плутають цього спортсмена з його тезкою Магомедом Ібрагімовим, який теж народився в Чародинському районі Дагестану і виступав за збірну Узбекистану з вільної боротьби, завоювавши для неї срібну медаль на літніх Олімпійських іграх 2004 року.
Закінчив спортивно-педагогічний факультет Дагестанського державного педагогічного університету.

## Спортивні результати на міжнародних змаганнях

### Виступи на Олімпіадах
| Змагання                    | Збірна     | Вагова категорія          | Місце  |
| --------------------------- | ---------- | ------------------------- | ------ |
| Літні Олімпійські ігри 2016 | Узбекистан | вільна боротьба, до 97 кг | Бронза |
| Літні Олімпійські ігри 2020 | Узбекистан | вільна боротьба, до 97 кг | 11     |

### Виступи на Чемпіонатах світу
| Змагання                        | Збірна     | Вагова категорія          | Місце |
| ------------------------------- | ---------- | ------------------------- | ----- |
| Чемпіонат світу з боротьби 2017 | Узбекистан | вільна боротьба, до 97 кг | 12    |
| Чемпіонат світу з боротьби 2018 | Узбекистан | вільна боротьба, до 97 кг | 5     |
| Чемпіонат світу з боротьби 2019 | Узбекистан | вільна боротьба, до 97 кг | 7     |

### Виступи на Чемпіонатах Азії
| Змагання                       | Збірна     | Вагова категорія          | Місце  |
| ------------------------------ | ---------- | ------------------------- | ------ |
| Чемпіонат Азії з боротьби 2017 | Узбекистан | вільна боротьба, до 97 кг | Золото |
| Чемпіонат Азії з боротьби 2018 | Узбекистан | вільна боротьба, до 97 кг | Золото |

### Виступи на Азійських іграх
| Змагання           | Збірна     | Вагова категорія          | Місце  |
| ------------------ | ---------- | ------------------------- | ------ |
| Азійські ігри 2018 | Узбекистан | вільна боротьба, до 97 кг | Бронза |

### Виступи на Іграх ісламської солідарності
| Змагання                          | Збірна     | Вагова категорія          | Місце  |
| --------------------------------- | ---------- | ------------------------- | ------ |
| Ігри ісламської солідарності 2022 | Узбекистан | вільна боротьба, до 97 кг | Бронза |

### Виступи на Кубках світу
| Змагання                    | Збірна | Вагова категорія          | Місце  |
| --------------------------- | ------ | ------------------------- | ------ |
| Кубок світу з боротьби 2012 | Росія  | вільна боротьба, до 84 кг | Срібло |

### Виступи на інших змаганнях
| Змагання                                                         | Збірна     | Вагова категорія          | Місце  |
| ---------------------------------------------------------------- | ---------- | ------------------------- | ------ |
| Золотий Гран-прі з боротьби 2008                                 | Росія      | вільна боротьба, до 84 кг | 9      |
| Гран-прі «Іван Яригін» 2009                                      | Росія      | вільна боротьба, до 84 кг | Бронза |
| Золотий Гран-прі з боротьби 2009                                 | Росія      | вільна боротьба, до 84 кг | 16     |
| Турнір Алі Алієва 2011                                           | Росія      | вільна боротьба, до 84 кг | Срібло |
| Золотий Гран-прі з боротьби 2012 (Красноярськ)                   | Росія      | вільна боротьба, до 84 кг | Бронза |
| Золотий Гран-прі з боротьби 2012 (Тегеран)                       | Росія      | вільна боротьба, до 84 кг | Срібло |
| Золотий Гран-прі з боротьби 2012 (Баку)                          | Росія      | вільна боротьба, до 84 кг | Золото |
| Кубок Рамзана Кадирова 2012                                      | Росія      | вільна боротьба, до 84 кг | 5      |
| Інтерконтинентальний кубок з боротьби 2012                       | Росія      | вільна боротьба, до 96 кг | Бронза |
| Гран-прі «Іван Яригін» 2013                                      | Росія      | вільна боротьба, до 84 кг | Срібло |
| Турнір Алі Алієва 2013                                           | Росія      | вільна боротьба, до 84 кг | 5      |
| Інтерконтинентальний кубок з боротьби 2013                       | Росія      | вільна боротьба, до 96 кг | Золото |
| Кубок Рамзана Кадирова 2013                                      | Росія      | вільна боротьба, до 96 кг | Золото |
| Турнір Алі Алієва 2014                                           | Росія      | вільна боротьба, до 97 кг | 5      |
| Панамериканський чемпіонат з боротьби серед юніорів 2015         | {{}}       | вільна боротьба, до 97 кг | Бронза |
| Турнір Олександра Медведя 2016                                   | Узбекистан | вільна боротьба, до 97 кг | 20     |
| Олімпійський кваліфікаційний турнір з боротьби 2016 (Астана)     | Узбекистан | вільна боротьба, до 97 кг | 7      |
| Олімпійський кваліфікаційний турнір з боротьби 2016 (Улан-Батор) | Узбекистан | вільна боротьба, до 97 кг | Срібло |
| Турнір Алі Алієва 2016                                           | Узбекистан | вільна боротьба, до 97 кг | Бронза |
| Кубок Ахмата Кадирова 2017                                       | Узбекистан | команда                   | 5      |
| Інтерконтинентальний кубок з боротьби 2017                       | Узбекистан | вільна боротьба, до 97 кг | Срібло |
| Гран-прі «Іван Яригін» 2018                                      | Узбекистан | вільна боротьба, до 97 кг | Бронза |
| Турнір Алі Алієва 2019                                           | Узбекистан | вільна боротьба, до 97 кг | Золото |
| Турнір Олександра Медведя 2019                                   | Узбекистан | вільна боротьба, до 97 кг | 7      |
| Турнір Аланії з боротьби 2019                                    | Узбекистан | вільна боротьба, до 97 кг | 9      |
| Турнір Яшара Догу 2020                                           | Узбекистан | вільна боротьба, до 97 кг | Бронза |
| Київський Міжнародний турнір з боротьби 2021                     | Узбекистан | вільна боротьба, до 97 кг | 17     |
| Олімпійський кваліфікаційний турнір з боротьби 2020 (Алмати)     | Узбекистан | вільна боротьба, до 97 кг | Срібло |
| Турнір Алі Алієва 2021                                           | Узбекистан | вільна боротьба, до 97 кг | Золото |
| Олімпійський кваліфікаційний турнір з боротьби 2024 (Стамбул)    | Узбекистан | вільна боротьба, до 97 кг | 4      |